# ماسيج دابروفسكي (لاعب كرة الريشة)
ماسيج دابروفسكي (بالبولندية: Maciej Dąbrowski)‏ هو لاعب كرة الريشة بولندي، ولد في 11 فبراير 1994.

## وصلات خارجية
- ماسيج دابروفسكي على موقع BWF.tournamentsoftware.com (الإنجليزية)
- ماسيج دابروفسكي على موقع BWFbadminton.com (الإنجليزية)